# ウェルド:ライブ・イン・ザ・フリー・ワールド
| 専門評論家によるレビュー | 専門評論家によるレビュー |
| レビュー・スコア         | レビュー・スコア         |
| 出典                     | 評価                     |
| ------------------------ | ------------------------ |
| Allmusic                 | [ 1 ]                    |
| Robert Christgau         | A−                       |

『ウェルド:ライブ・イン・ザ・フリー・ワールド』 (原題:Weld) は、1991年にリリースされたニール・ヤングとクレイジー・ホースのライブ・アルバム。

## 概要
アルバム『傷だらけの栄光』のプロモーション・ツアーで録音されたパフォーマンスで構成されている。当初は『アーク＝ウェルド』と題された3枚組の限定盤としてリリースされ、『アーク』の部分はギター・ノイズとフィードバックのサウンド・コラージュで構成された1枚だった。その後、『アーク』は個別にリリースされている。
『ウェルド』はヤングとクレイジー・ホースによるロックンロール曲で構成されており、12年前の『ラスト・ネヴァー・スリープス』または『ライヴ・ラスト』に収録されていた7曲と重複している。また、これらのアルバムと呼応するように、ヤングは過去10年の大半を別の音楽的道を追求していたが、クレイジー・ホースとのアルバム『傷だらけの栄光』を通じてストレートなロックンロールに回帰し、ライブ・ドキュメントとコンサート・フィルムを添えてその復帰を祝った。
このアルバムには、ボブ・ディランの「風に吹かれて」のヤングの 「湾岸戦争」バージョンが収録されており、空襲の効果音が入っている。このツアーは湾岸戦争と重なり、バンドの演奏方法に影響を与え、ヤングがセットリストに変更を加え、暴力をテーマにした「Cortez the Killer」と「Powderfinger」を加えた。ヤングは1991年11月、『ローリング・ストーン』誌のデヴィッド・フリックとのインタビューでこう語っている。
「私たちはずっとそこにいたし、私にとっては、それこそが『ウェルド』なんだ。特にエンディングの大きな曲は、とても残酷だ。私は暴力と紛争、重機、完全な破壊の音を作り出そうとしていた。私たちはいつもCNNを見ていて、こんなクソみたいなことが起こっているのを目の当たりにしていた。それは大変なことだった。私にできることは他に何もなかった。私が新曲を演奏することよりも、人々をひとつにすることができるものなら何でもよかった。ただエンターテイメントに徹するわけにはいかなかったんだ」
『ウェルド』はデヴィッド・ヒューイットがリモート・レコーディング・サービスのシルバー・トラックで録音した。ヤングは、このアルバムのミキシング中に聴覚に永久的な損傷を負ったと述べている。
このコンサートはVHSとレーザーディスクで短期間リリースされた。伝記作家ジミー・マクドナーによれば、このビデオに収録されたミックスは、長年のヤングとのコラボレーターであるデヴィッド・ブリッグスによるもので、よりハードエッジで優れたミックスだという。このビデオは2009年5月にデジタル・ダウンロードで再リリースされた。

## 収録曲
特筆なき場合、作詞作曲：ニール・ヤング

### Disc one
1. "Hey Hey, My My (Into the Black)" – 5:42 (from Rust Never Sleeps)
2. "Crime in the City" – 6:32 (from Freedom)
3. "Blowin' in the Wind" (Bob Dylan) – 6:49
4. "Welfare Mothers" – 7:04 (from Rust Never Sleeps)
5. "Love to Burn" – 10:01 (from Ragged Glory)
6. "Cinnamon Girl" – 4:45 (from Everybody Knows This is Nowhere)
7. "Mansion on the Hill" – 6:14 (from Ragged Glory)
8. "Fuckin' Up" – 7:09  (from Ragged Glory)

### Disc two
1. "Cortez the Killer" – 9:46 (from Zuma)
2. "Powderfinger" – 5:58 (from Rust Never Sleeps)
3. "Love and Only Love" – 9:17 (from Ragged Glory)
4. "Rockin' in the Free World" – 9:22 (from Freedom)
5. "Like a Hurricane" – 14:00 (from American Stars 'n' Bars)
6. "Farmer John" (Don Harris, Dewey Terry) – 5:00  (from Ragged Glory)
7. "Tonight's the Night" – 8:45 (from Tonight's the Night)
8. "Roll Another Number" – 5:19 (from Tonight's the Night)

### Side one
1. "Hey Hey, My My (Into the Black)" – 5:36
2. "Crime in the City" – 6:33
3. "Blowin' in the Wind" (Bob Dylan) – 6:36
4. "Love to Burn" – 9:49

### Side two
1. "Welfare Mothers" – 7:08
2. "Cinnamon Girl" – 4:39
3. "Mansion on the Hill" – 6:13
4. "Fuckin' Up" – 7:08
5. "Farmer John" (Don Harris, Dewey Terry) – 4:26

### Side three
1. "Cortez the Killer" – 9:47
2. "Powderfinger" – 5:46
3. "Love and Only Love" – 9:40
4. "Roll Another Number" – 5:20

### Side four
1. "Rockin' in the Free World" – 8:44
2. "Like a Hurricane" – 13:16
3. "Tonight's the Night" – 8:07

## 参加ミュージシャン
- Neil Young – guitar, vocals, production, mixing

クレイジー・ホース
- Ralph Molina – drums, vocals
- Frank "Poncho" Sampedro – guitar, Univox Stringman synthesizer, vocals
- Billy Talbot – bass, vocals, production, mixing (1–3, 5–8, 10–16)

制作スタッフ
- David Briggs – production, mixing (2, 4–5, 8–9)
- Joel Bernstein, Larry Cragg – photography
- Janet Levinson – art direction
- Tim Mulligan – mixing, editing, mastering
- John Nowland – mixing (1–3, 5–8, 10–16)
- John Hanlon – mixing (4, 9)
- Dave Hewitt – recording
- Phil Gitomer, Dave Roberts, Brian Leskowicz – assistant engineering
- Elliot Roberts – direction